# 체르케스크
체르케스크(러시아어: Черке́сск)는 러시아 카라차예보체르케스카야 공화국의 수도이다. 인구는 116,400명(2002년)이다. 남자가 45,2%, 여자가 54,8%이다.
1804년에 도시가 건설되었는데, 처음에는 바탈파신스카야(Баталпашинская)로 불렸다. 그 후 1931년에는 바탈파신스크, 1934년에는 술리모프(Сулимов), 1937년에는 예조고체르케스크(Ежого-Черкесск)로 개칭되었지만 1939년 이후에는 체르케스크로 개칭되었다.